# Виннипег Джетс
«Ви́ннипег Джетс» (англ. Winnipeg Jets) — профессиональный хоккейный клуб, выступающий в Национальной хоккейной лиге. Клуб базируется в городе Виннипеге, провинция Манитоба, Канада. С 1999 по 2011 год клуб находился в Атланте, США и назывался «Атланта Трэшерз» (англ. Atlanta Thrashers).

## История

### Предыстория
Первая профессиональная команда «Виннипег Джетс» была создана в 1972 году и присоединились к только что образованной Всемирной хоккейной ассоциации, в которой провела семь сезонов и выиграла три Кубка АВКО (аналог Кубка Стэнли). После расформирования лиги, «Джетс» и ещё четыре клуба вошли в состав НХЛ, в которой и провели 17 сезонов, вплоть до своего переезда в Финикс в 1996 году. За 17 сезонов в НХЛ лучшим достижением для «Джетс» был выход во второй раунд плей-офф в сезонах 1984/85 и 1986/87.
После того, как Виннипег лишился команды НХЛ, представителем столицы Манитобы в профессиональном хоккее стал клуб ИХЛ — «Манитоба Мус», который переехал из Миннесоты в 1996 году. Когда в 2001 году ИХЛ прекратила существование, «Мус» стали выступать в АХЛ. Изначально домашним стадионом клуба была «Виннипег Арена», а в 2004 году клуб сменил её на новый «МТС Центр». Лучшим для клуба стал сезон 2008/09, в котором он выиграл регулярное первенство и вышел в финал плей-офф, где уступил «Херши Беарс» со счётом 2-4 в серии. Появление новой, современной арены позволяло рассчитывать на возвращение НХЛ в Виннипег. Главным претендентом на переезд был «Финикс Койотис», который испытывал серьёзные финансовые проблемы, однако НХЛ, выкупившая клуб у прежних владельцев, отказывалась продавать его новым хозяевам, желавшим перевезти команду в Канаду.

### Возвращение «Джетс»

Альтернативные эмблемы команды

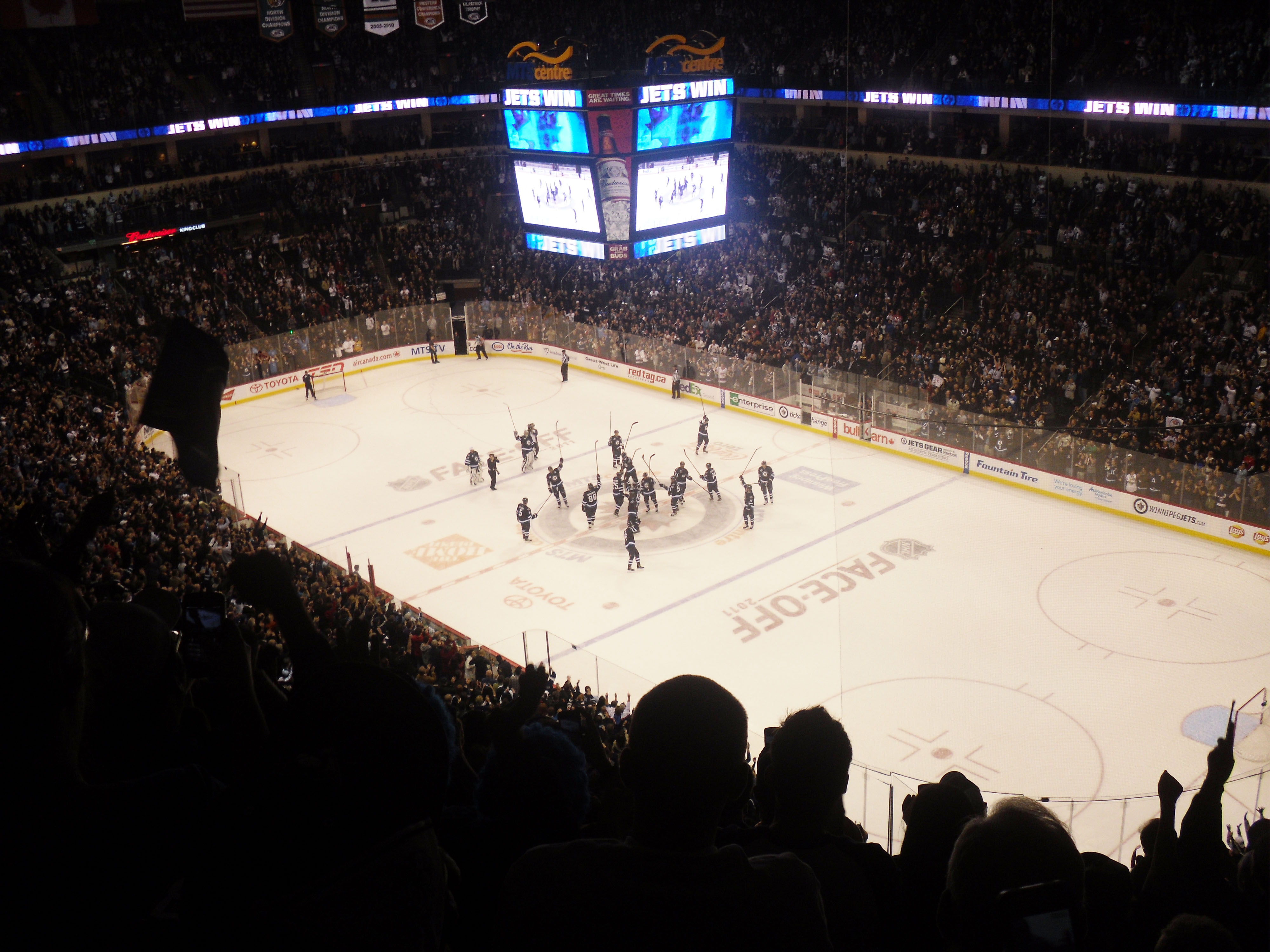
«Джетс» одерживают свою первую домашнюю победу

По окончании сезона 2010/2011 появились слухи о продаже клуба «Атланта Трэшерз» и возможном его переезде. Косвенным подтверждением слухов стал переезд «Манитоба Мус» (фарм-клуб «Ванкувер Кэнакс») из Виннипега в Сент-Джонс. 31 мая 2011 года на официальном сайте «Атланты» появилась информация о продаже команды компании True North Sports and Entertainment за $170 млн и её переезде в Виннипег. Чуть позже комиссар лиги Гэри Беттмэн официально объявил о переезде «Трэшерз» в Виннипег. Новые владельцы команды планировали продать 13 тысяч сезонных абонементов и через три дня после старта продаж все абонементы были распроданы. А перед драфтом 2011 руководство команды объявило название клуба — «Виннипег Джетс».
22 июля 2011 года команда представила свой новый логотип и цвета. В основе эмблемы лежит логотип Королевских военно-воздушных сил Канады. 6 сентября была представлена игровая форма клуба. Свой первый официальный матч команда провела на домашнем льду 9 октября 2011 года против «Монреаль Канадиенс» и проиграла 1:5 в стартовой игре регулярного чемпионата 2011/2012. Первый гол в новой истории клуба забил Николай Антропов. Первую победу «реактивщики» одержали 17 октября в домашнем поединке против «Питтсбург Пингвинз». В своём первом сезоне «Джетс» набрали 84 очка, заняв таким образом 4-е место в дивизионе, что не позволило команде пробиться в плей-офф.
С сезона 2013/2014 клуб выступает в Западной конференции. 12 января 2014 года был уволен главный тренер Клод Ноэль, а на его место назначен Пол Морис. По итогам регулярного чемпионата «Джетс» занял седьмое место в Центральной дивизионе и не попали в плей-офф. 16 апреля 2014 «Виннипег» продлил с Морисом контракт сроком на 4 года.
В сезоне сезона 2014/2015 команда набрала 99 очков и впервые в своей истории попала в плей-офф. В соперники «Джетс» достался «Анахайм Дакс», которому они уступили в серии со счётом 0–4. 20 апреля 2015 года, спустя 19 лет, Виннипег снова принимал матчи Кубка Стэнли. На драфте 2016 года под общим 2-м номером «Джетс» выбрали финского нападающего Патрика Лайне.
Сезон 2017/18 стал самым успешным в истории «франшизы». По итогам регулярного чемпионата «Джетс» заняли 2-е место в лиге, отстав от «Нэшвилл Предаторз» на 3 очка, а также установили клубный рекорд по количеству побед (52) и количеству набранных очков (114). 11 апреля 2018 года «Виннипег» одержал свою первую в истории победу в плей-офф, обыграв в первом матче «Миннесоту» со счётом 3:2. Серия закончилась победой «Джетс» в пяти матчах и впервые в своей истории клуб вышел во второй раунд плей-офф, где в семи матчах был обыгран обладатель Президентского Кубка 2018 года и прошлогодний финалист «Нэшвилл Предаторз». В финале Западной конференции «Джетс» уступили в серии дебютанту лиги клубу «Вегас Голден Найтс» в пяти матчах, выиграв только первый матч серии.

## Статистика сезонов
Сокращения: И = сыгранные матчи в регулярном чемпионате, В = победы, П = поражения, ПО = поражения в овертаймах, О = очки, ЗШ = забитые шайбы, ПШ = пропущенные шайбы, Рег. чемп. = место, занятое в указанном дивизионе по итогам регулярного чемпионата, Плей-офф = результат в плей-офф
| Сезон   | И  | В  | П  | ПО | О   | ЗШ  | ПШ  | Рег. чемп.     | Плей-офф                                                                            |
| 2018-19 | 82 | 47 | 30 | 5  | 99  | 272 | 244 | 2, Центральный | Поражение в первом раунде 2-4 («Сент-Луис»)                                         |
| 2019-20 | 71 | 37 | 28 | 6  | 80  | 216 | 203 | 5, Центральный | Поражение в квалификационном раунде 1-3 («Калгари»)                                 |
| 2020-21 | 56 | 30 | 23 | 3  | 63  | 170 | 154 | 3, Северный    | Победа в первом раунде 4-0 («Эдмонтон») Поражение во втором раунде 0-4 («Монреаль») |
| 2021-22 | 82 | 39 | 32 | 11 | 89  | 252 | 257 | 6, Центральный | не попали                                                                           |
| 2022-23 | 82 | 46 | 33 | 3  | 95  | 247 | 225 | 4, Центральный | Поражение в первом раунде 1-4 («Вегас»)                                             |
| 2023-24 | 82 | 52 | 24 | 6  | 110 | 259 | 199 | 2, Центральный | Поражение в первом раунде 1-4 («Колорадо»)                                          |
| 2024-25 | 82 | 56 | 22 | 4  | 116 | 277 | 191 | 1, Центральный | Победа в первом раунде 4-3 («Сент-Луис») Поражение во втором раунде 2-4 («Даллас»)  |

## Команда

### Текущий состав
| №                         | Игрок                  | Страна                    | Хват    | Дата рождения              | Рост (см) | Вес (кг) | Средняя зарплата ($) | Контракт до |
| Вратари                   | Вратари                | Вратари                   | Вратари | Вратари                    | Вратари   | Вратари  | Вратари              | Вратари     |
| ------------------------- | ---------------------- | ------------------------- | ------- | -------------------------- | --------- | -------- | -------------------- | ----------- |
| 1                         | Эрик Комри             | Канада                    | Левый   | 6 июля 1995 (30 лет)       | 185       | 82       | 825,000              | 2025/26     |
| 37                        | Коннор Хеллебайк       | Соединённые Штаты Америки | Левый   | 19 мая 1993 (32 года)      | 193       | 94       | 8,500,000            | 2030/31     |
| Защитники                 |                        |                           |         |                            |           |          |                      |             |
| 2                         | Дилан Демело           | Канада                    | Правый  | 1 мая 1993 (32 года)       | 185       | 88       | 4,900,000            | 2027/28     |
| 4                         | Нил Пионк              | Соединённые Штаты Америки | Правый  | 29 июля 1995 (30 лет)      | 180       | 82       | 7,000,000            | 2030/31     |
| 5                         | Люк Шенн               | Канада                    | Правый  | 2 ноября 1989 (35 лет)     | 188       | 104      | 2,750,000            | 2025/26     |
| 6                         | Колин Миллер           | Канада                    | Правый  | 29 октября 1992 (32 года)  | 185       | 89       | 1,500,000            | 2025/26     |
| 14                        | Вилле Хейнола          | Финляндия                 | Левый   | 2 марта 2001 (24 года)     | 182       | 82       | 800,000              | 2025/26     |
| 24                        | Хэйдн Флёри            | Канада                    | Левый   | 8 июля 1996 (29 лет)       | 190       | 94       | 950,000              | 2026/27     |
| 38                        | Кейл Клейг             | Канада                    | Левый   | 5 июня 1998 (27 лет)       | 183       | 87       | 775,000              | 2025/26     |
| 41                        | Айзек Филлипс          | Канада                    | Левый   | 28 сентября 2001 (23 года) | 190       | 88       | 812,500              | 2026/27     |
| 44                        | Джош Моррисси — А      | Канада                    | Левый   | 28 марта 1995 (30 лет)     | 183       | 88       | 6,250,000            | 2027/28     |
| 54                        | Дилан Сэмберг          | Соединённые Штаты Америки | Левый   | 24 января 1999 (26 лет)    | 191       | 86       | 5,750,000            | 2027/28     |
| 64                        | Логан Стэнли           | Канада                    | Левый   | 26 мая 1998 (27 лет)       | 201       | 98       | 1,250,000            | 2025/26     |
| Левые крайние нападающие  |                        |                           |         |                            |           |          |                      |             |
| 9                         | Алекс Аяфалло          | Соединённые Штаты Америки | Левый   | 21 декабря 1993 (31 год)   | 183       | 84       | 3,666,666            | 2027/28     |
| 34                        | Филлип Ди Джузеппе     | Канада                    | Левый   | 9 октября 1993 (31 год)    | 183       | 87       | 775,000              | 2025/26     |
| 45                        | Коул Кепке             | Соединённые Штаты Америки | Левый   | 17 мая 1998 (27 лет)       | 185       | 89       | 1,000,000            | 2025/26     |
| 70                        | Таннер Пирсон          | Канада                    | Левый   | 10 августа 1992 (32 года)  | 185       | 91       | 1,000,000            | 2025/26     |
| 71                        | Аксель Юнссон-Фьелльбю | Швеция                    | Левый   | 10 февраля 1998 (27 лет)   | 183       | 77       | 775,000              | 2024/25     |
| 81                        | Кайл Коннор            | Соединённые Штаты Америки | Левый   | 9 декабря 1996 (28 лет)    | 185       | 83       | 7,140,000            | 2025/26     |
| Центрфорварды             |                        |                           |         |                            |           |          |                      |             |
| 7                         | Владислав Наместников  | Россия                    | Левый   | 22 ноября 1992 (32 года)   | 182       | 85       | 3,000,000            | 2026/27     |
| 13                        | Габриэль Виларди       | Канада                    | Правый  | 16 августа 1999 (25 лет)   | 191       | 91       | 7,500,000            | 2030/31     |
| -                         | Мэйсон Шоу             | Канада                    | Левый   | 3 ноября 1998 (26 лет)     | 178       | 83       | 775,000              | 2025/26     |
| 17                        | Адам Лаури — К         | Канада                    | Левый   | 29 марта 1993 (32 года)    | 195       | 95       | 3,250,000            | 2025/26     |
| 19                        | Джонатан Тэйвз         | Канада                    | Левый   | 19 апреля 1987 (38 лет)    | 188       | 96       | 2,000,000            | 2025/26     |
| -                         | Давид Густафссон       | Швеция                    | Левый   | 11 апреля 2000 (25 лет)    | 188       | 89       | 835,000              | 2025/26     |
| 28                        | Джарет Андерсон-Долан  | Канада                    | Левый   | 12 сентября 1999 (25 лет)  | 180       | 85       | 750,000              | 2025/26     |
| 36                        | Морган Баррон          | Канада                    | Левый   | 2 декабря 1998 (26 лет)    | 193       | 100      | 1,850,000            | 2026/27     |
| 55                        | Марк Шайфли — А        | Канада                    | Правый  | 15 марта 1993 (32 года)    | 190       | 94       | 8,500,000            | 2030/31     |
| 73                        | Паркер Форд            | Соединённые Штаты Америки | Правый  | 20 июля 2000 (25 лет)      | 175       | 82       | 812,500              | 2026/27     |
| 91                        | Коул Перфетти          | Канада                    | Левый   | 1 января 2002 (23 года)    | 178       | 80       | 3,250,000            | 2025/26     |
| 93                        | Брэд Ламберт           | Финляндия                 | Правый  | 19 декабря 2003 (21 год)   | 181       | 78       | 918,333              | 2025/26     |
| Правые крайние нападающие |                        |                           |         |                            |           |          |                      |             |
| 41                        | Густав Нюквист         | Швеция                    | Левый   | 1 сентября 1989 (35 лет)   | 180       | 83       | 3,250,000            | 2025/26     |
| -                         | Уолкер Дюр             | Соединённые Штаты Америки | Правый  | 28 ноября 1991 (33 года)   | 188       | 95       | 775,000              | 2025/26     |
| 62                        | Нино Нидеррайтер       | Швейцария                 | Левый   | 8 сентября 1992 (32 года)  | 188       | 95       | 4,000,000            | 2026/27     |
| 68                        | Самуэль Фагемо         | Швеция                    | Правый  | 14 марта 2000 (25 лет)     | 183       | 91       | 775,000              | 2025/26     |
| 90                        | Никита Чибриков        | Россия                    | Левый   | 16 февраля 2003 (22 года)  | 178       | 78       | 875,833              | 2025/26     |

### Штаб
| Должность            | Имя               | Страна | Дата рождения              | В должности |
| -------------------- | ----------------- | ------ | -------------------------- | ----------- |
| Генеральный менеджер | Кевин Чевелдэйофф | Канада | 4 февраля 1970 (55 лет)    | с 2011 года |
| Главный тренер       | Скотт Арниэл      | Канада | 17 сентября 1962 (62 года) | с 2024 года |
| Ассистент тренера    | Марти Джонстон    | Канада | 17 ноября 1978 (46 лет)    | с 2022 года |
| Ассистент тренера    | Дэвис Пэйн        | Канада | 24 сентября 1970 (54 года) | с 2024 года |
| Ассистент тренера    | Дин Чиновет       | Канада | 30 октября 1968 (56 лет)   | с 2024 года |
| Ассистент тренера    | Уэйд Флаэрти      | Канада | 11 января 1968 (57 лет)    | с 2011 года |